# 糠澤站
糠澤站（日语：／ Nukazawa eki */?）是位於秋田縣北秋田市綴子，屬於東日本旅客鐵道（JR東日本）的奧羽本線車站。日間普通列車會通過此站，而從秋田前往大館的尾班列車會也通過此站。

## 歷史
- 1956年（昭和31年）12月3日：國鐵車站啟用。當時車站位於北秋田郡鷹巢町（日语：鷹巣町）[1]。
- 1970年（昭和45年）
  - 1月26日：車站職員廢不再常駐此站（此站只有1名車站職員從鷹巢站派遣至此）[3]。
  - 10月8日：完全成為無人車站[3]。
- 1987年（昭和62年）4月1日：伴隨國鐵分割民營化，車站由東日本旅客鐵道（JR東日本）營運。
- 1988年（昭和63年）：把已廢棄的貨物車廂改用為車站大樓。
- 2009年（平成21年）7月1日：新車站大樓建成，大樓外形為綴子大太鼓形狀[4]。
- 2018年（平成30年）12月1日：隨著大館站成為業務委託車站，此站改由東能代站管理。

## 車站構造
本站是地面車站，設有2面2線的相對式月台。各月台間透過跨線橋連接。
此站是由東能代站管理的無人車站。在1988年（昭和63年），此站使用已廢棄的貨物車廂改用為站房。在2009年（平成21年）7月1日，由秋田建築技術中心設計和施工，建設以當地著名的綴子大太鼓為外形的新車站。新的站房以鋼架建造，佔地9.8平方米。

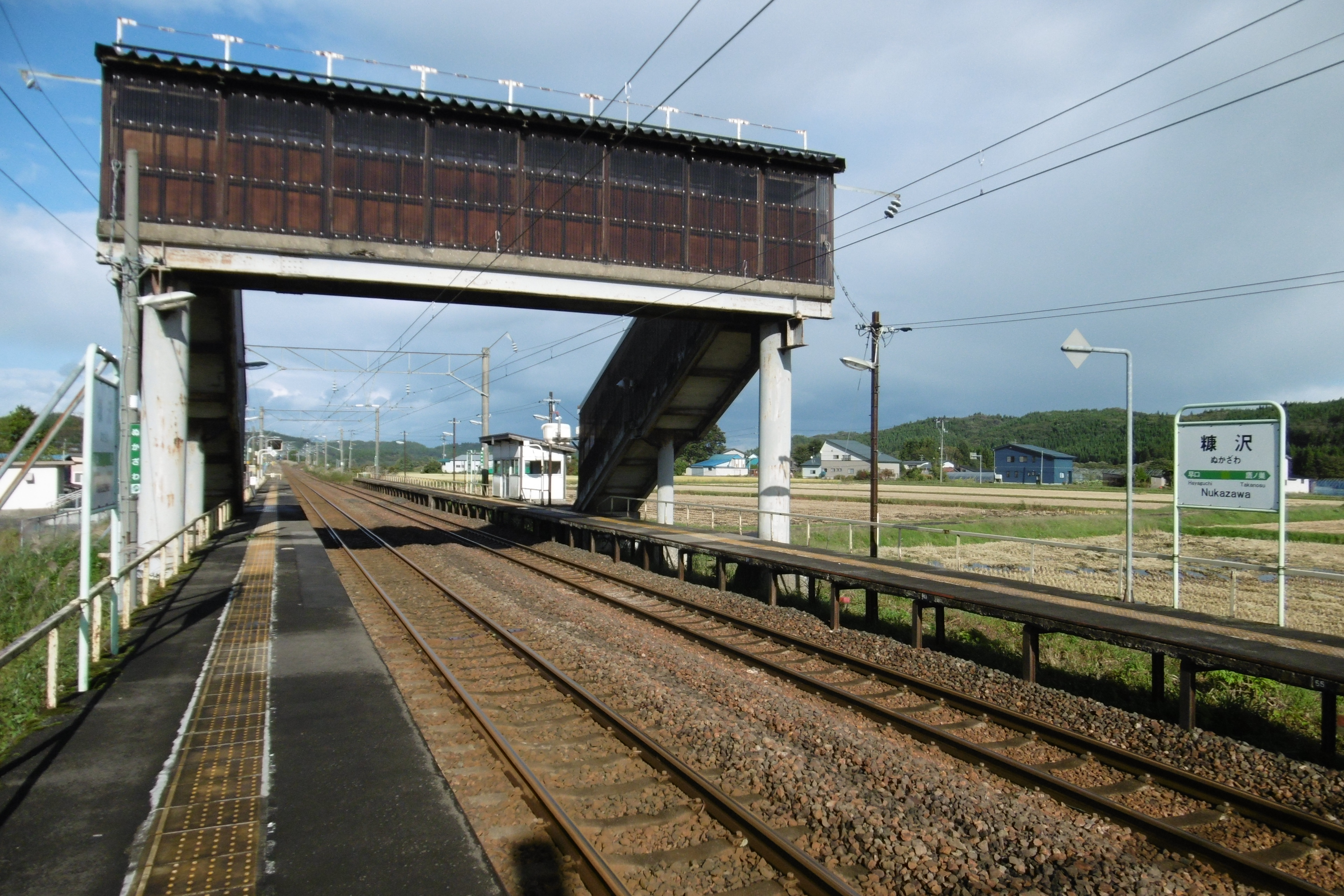
望向大館方向
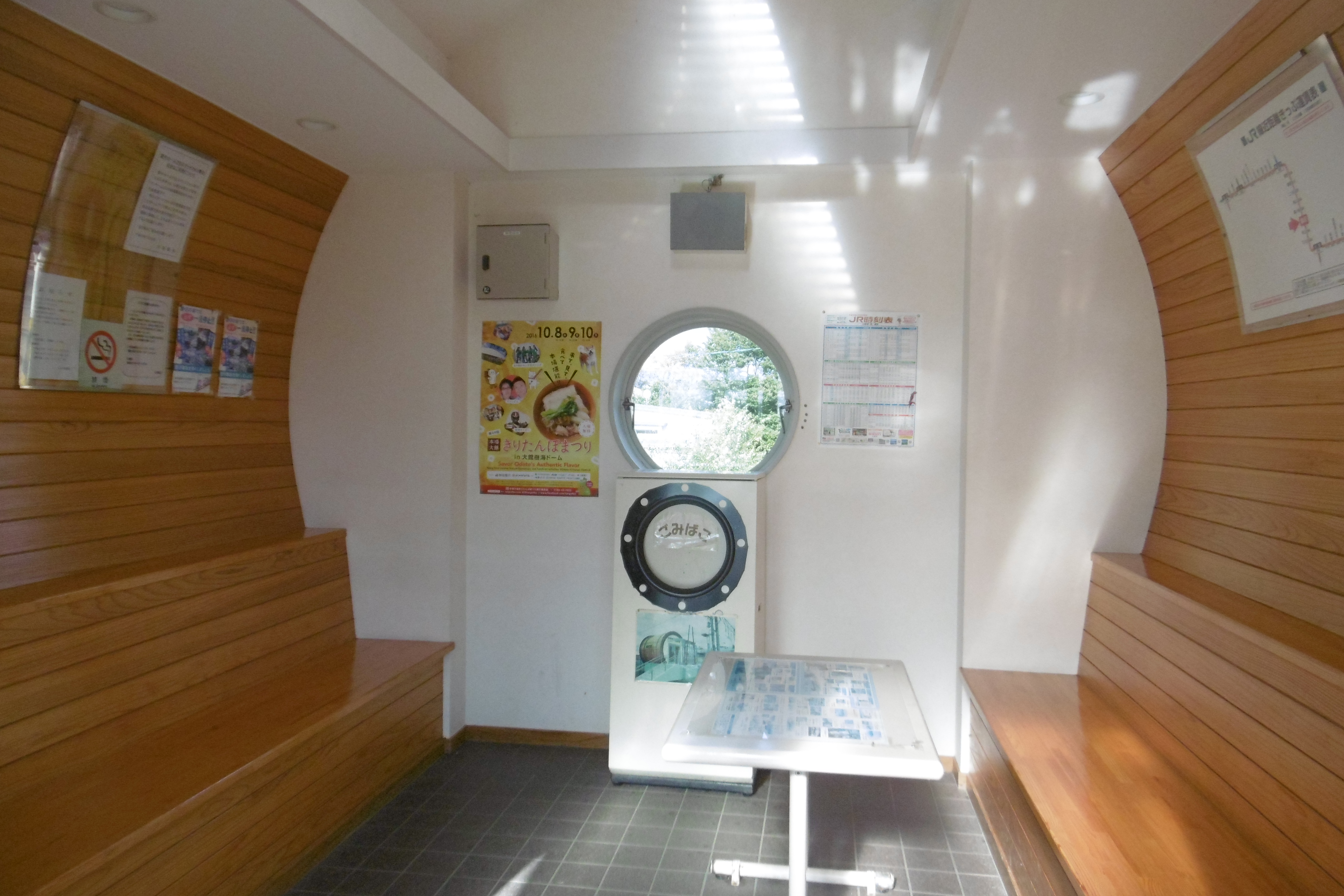
大太鼓形車站大樓內部

### 月台
| 月台 | 路線      | 上下行 | 方向             |
| ---- | --------- | ------ | ---------------- |
| 1    | ■奧羽本線 | 下行   | 大館、青森方向   |
| 2    | ■奧羽本線 | 上行   | 鷹之巢、秋田方向 |

參考

## 車站周邊
- 國道7號
- 糠澤神社
- 道之驛鷹巢（日语：道の駅たかのす）
- 北秋田市立綴子小學（日语：北秋田市立綴子小学校）
- 秋田縣立鷹巢技術專門校

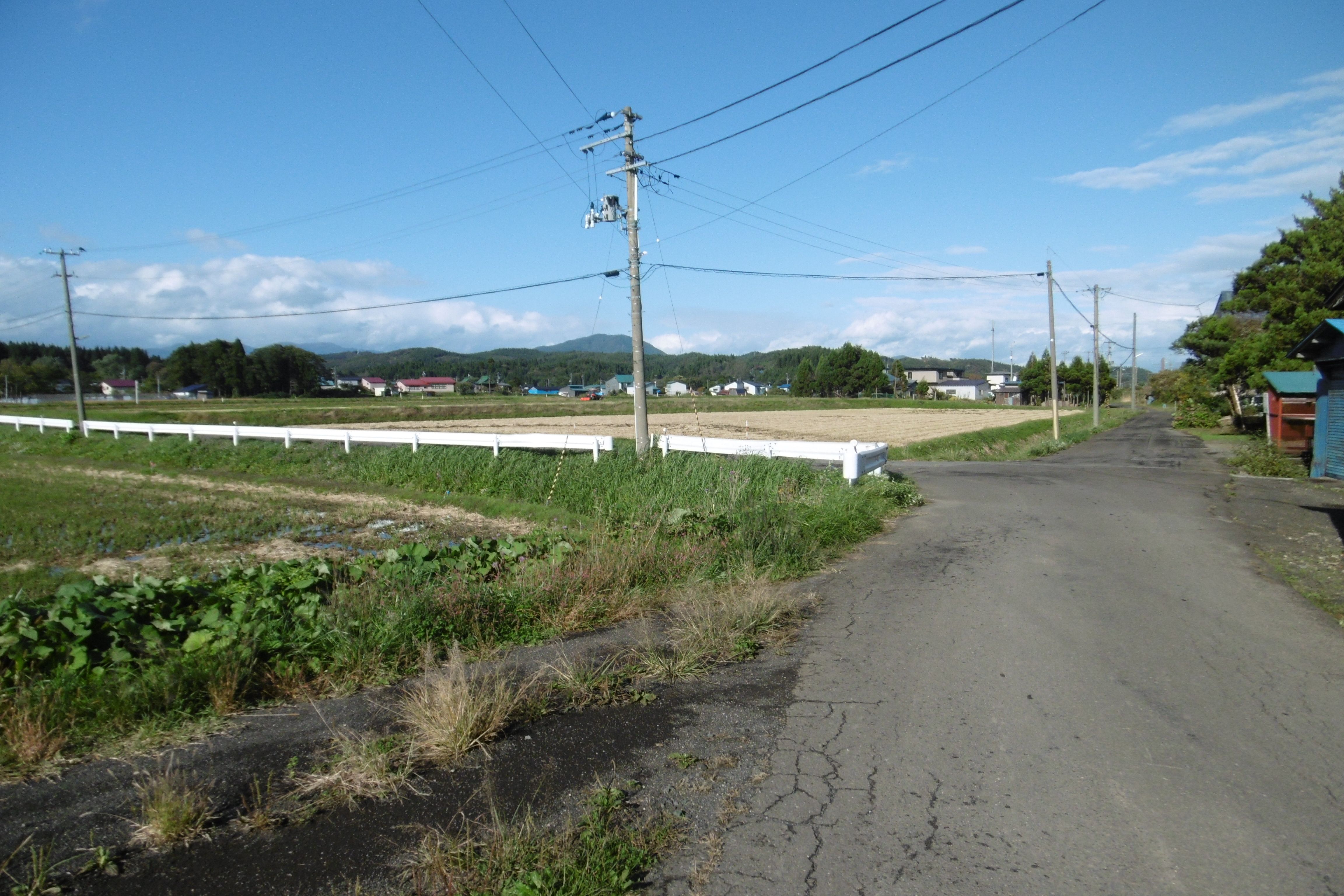
站前景色

  - 在日間普通列車通過時間帶，可使用下列巴士路線前往。

## 巴士路線
在車站前設有秋北巴士糠澤站入口巴士站
- 早口站、大館市立綜合醫院（日语：大館市立総合病院）方向，前往大館站前
- 鷹之巢站前、七日市（日语：七日市 (北秋田市)）、米內澤方向

## 相鄰車站
東日本旅客鐵道（JR東日本）
■奧羽本線
□快速
通過
■普通（部分列車通過）
鷹之巢－糠澤－早口

## 注腳
1. 1 2 3 4 5 6 7 8 9  . 週刊朝日百科. 31号 青森駅・弘前駅・深浦駅ほか. 朝日新聞出版. 2013-03-17: 20 （日语）.
2. ↑  交通新聞社發行2015年12月號小型時間表奧羽本線頁面
3. 1 2  “無人駅 奥羽本線・糠沢駅”. 秋田魁新報 (秋田魁新報社): p.3 (1975年11月17日 夕刊)
4. ↑  . 讀賣新聞. 2009-06-02.
5. ↑  交通新聞2009年6月1日
6. ↑  JR東日本:駅構内図 （页面存档备份，存于）（日語）

## 外部連結
- 車站資訊（糠澤）：東日本旅客鐵道（日語）